# Wookie (musicista)
Wookie, pseudonimo di Jason Chue, noto per alcune produzioni anche con l'ulteriore nome d'arte Exemen (Londra, ...), è un produttore discografico e disc jockey britannico.
Attivo come produttore discografico per artisti di genere R&B e soul fin dagli anni novanta, ha ottenuto il successo personale a cavallo tra gli anni novanta e i primi anni duemila grazie alla produzione di remix di altri artisti e brani musicali che l'hanno portato ad essere definito dalla critica come uno dei padri fondatori nonché esponente di spicco della UK garage. Il suo pezzo più noto è Battle (2000).
Lo pseudonimo deriva dalla saga cinematografica Guerre stellari dove il termine wookiee definisce una specie di vita intelligente extraterrestre e nasce dall'assonanza del cognome dell'artista con il nome del personaggio di Chewbecca, facente parte di questo mondo.

## Biografia
La carriera discografica comincia nel 1991 collaborando con l'artista R&B e reggae Wayne Marshall, del quale produce gran parte dell'album di debutto 90 Degrees and Rising, del 1994, insieme al quale si fa notare negli ambienti underground e R&B con il brano G-Spot. Seguì poi la carriera dei Soul II Soul, di Dynamite MC e di Doom Man, collaborando insieme a Jazzie B e iniziando la produzione di remix di brani di artisti consolidati come le Destiny's Child, i Public Enemy, Nas, Whitney Houston, Brandy e Debelah Morgan, nonché di brani propri.
Si fece notare nel 1999 con il suo brano Scrappy, cui seguì (come "Exemen") un remix del brano Sunshine di Gabrielle, venendo consacrato nel 2000 grazie ai remix del brano Little Man di Sia e soprattutto per il suo singolo di maggior successo, Battle, inciso insieme al cantante soul Lain che raggiunse la decima posizione della classifica britannica ed è ricordato dalla critica come uno dei brani più importanti del repertorio nel suo genere. Nello stesso anno entrò nella classifica britannica con altri tre singoli, What's Going On e Back Up (To Me) e Get Enuff, e pubblicò l'album Wookie. Nel 2000 ricevette anche due nomination ai MOBO (Music Of Black Origin).
Terminata l'ondata UK garage, tornò prevalentemente all'attività di produttore per altri artisti e come dj per la realizzazione di remix.
Nel 2013 ha partecipato al documentario Rewind 4Ever: The History of UK Garage, in cui insieme ad altri artisti considerati pionieri del genere (come gli Artful Dodger e i So Solid Crew) racconta la storia della UK garage. Nello stesso anno, ha pubblicato il singolo The Hype con Eliza Doolittle (per la Strictly Rhythm) e remixa i brani Voices dei Disclosure, Too Close di Wilkinson e Walking on Water sempre della Doolittle, terminando l'anno con una esibizione dal vivo a Capodanno di Londra alla Big Chill Hous edi Kings Cross insieme a un altro esponente di spicco della garage, Zed Bias. L'anno successivo ha pubblicato invece il singolo Higher, inciso con la collaborazione del cantante Zak Abel e Mark Crown dei Rudimental, per la Atlantic Records, mentre nel 2015 pubblica Battle 2.0, nuova versione del suo più grande successo seguita due anni dopo da una riedizione dell'album Wookie, uscito per la prima volta in formato digitale con l'aggiunta di due tracce, Plutonomy e Reach Out (collaborazione con il cantante Xavier).
Ha proseguito anche l'attività dal vivo, con tour che hanno toccato l'Australia e la Nuova Zelanda, e con esibizioni in luoghi come il Fabric di Londra, il Berghain di Berlino, il Warehouse Project di Manchester e festival come il Worldwide e l'Outlook.

### Stile e influenze
È considerato dalla critica musicale tra i padri fondatori e maggior esponente della UK garage, influenzando la discografia di dj e produttori come i Disclosure, i Rudimental, Preditah, Conducta e MOAD. Nel corso degli anni duemiladieci, oltre a essere stato chiamato a partecipare al documentario dedicato alla musica garage Rewind 4Ever: The History of UK Garage, è stato più volte citato dalla stampa specializzata e dai giornalisti musicali in liste musicali dedicate alla produzione di genere. Alexis Petridis ha inserito Battle al primo posto della lista delle "20 tracce garage migliori di sempre", affermando che "le produzioni di Wookie erano genuinamente innovative e fresche [...] enfatizzando l'aspetto drum and bass che sta alle radici della UK garage". Su Battle ha affermato che "il testo sulla fede e sul superamento di una battaglia attinge dall'ottimismo dello stile gospel della prima chicago house. Potrebbe essere la risposta londinese degli anni duemila al brano Someday di CeCe Rogers, vantando una bellissima produzione espansiva ma sottile che passa attraverso gli archi, il basso, la batteria e infine al piano elettrico alla Stevie Wonder." Nella stessa lista è stata inserita anche Little Man di Sia, nel remix prodotto sempre dal dj ma sotto lo pseudonimo "Exemen".

## Discografia

### Album
- 2000 - Wookie

### Singoli
- 1999 - Down on Me/Scrappy
- 2000 - What's Going On
- 2000 - Battle (feat. Lain)
- 2000 - Get Enuff (feat. Lain)
- 2001 - Back Up (To Me) (feat. Lain)
- 2006 - Sunshine in the Rain (feat. Lain)
- 2006 - Live On
- 2007 - Do You Believe? (feat. Xavier)
- 2008 - Falling Again/Gallium (feat. NY)
- 2012 - 2 Us (feat. Rachel K Collier)
- 2013 - Storm/Stargate
- 2013 - Far Eat/Duppy
- 2013 - Jaguar/Saturn
- 2013 - Loco/Weird Science
- 2013 - Hype Up/Trooper (feat. Virgo Don)
- 2013 - The Hype (feat. Eliza Doolittle)
- 2013 - Taboo/Solar
- 2013 - Spider/Brazil
- 2014 - Higher (feat. Zac Abel)

### Remix (parziale)
- 1999 - Gabrielle - Sunshine (Wookie Main Mix)
- 2000 - Sia - Little Man (Exemen Remix)
- 2006 - Dem Franchize Boyz - Lean wit It, Rock wit It (Exemen Master Mix)
- 2012 - Cover Drive - Sparks (Wookie Remix)
- 2013 - Disclosure - Voices (Wookie Remix)
- 2013 - Wilkinson - Too Close (Wookie Remix)
- 2013 - Eliza Doolittle - Walking on Water (Wookie Remix)
- 2019 - Craig David - Do You Miss Me Much (Wookie Remix)
- 2020 - Moon Boots - Clear (The Remixes)
- 2020 - Disclosure e Mick Jenkins - Who Knew? (Wookie Remix)